# 陸亀蒙
陸 亀蒙（陸龜蒙、りく きもう、? - 881年）は、中国・唐の詩人。字は魯望。自ら江湖散人・甫里先生、または天随子と号する。本貫は蘇州呉県（現在の江蘇省蘇州市呉中区）。則天武后の宰相陸元方の七世孫であり、父の陸賓虞はかつて侍御史を務めた。

## 略歴
若い頃から六経に通じ、特に『春秋』に精通していたが、進士に推挙されたものの及第せず、時の湖州・蘇州の刺史を歴任した張摶の幕僚として刺史に従って遊歴した後、故郷蘇州甫里（現在の江蘇省蘇州市呉中区甪直鎮）に帰り、隠遁して晴耕雨読の生活を過ごし、自ら天隨子と号した。甫里の地勢が低いために、常に水が溜り、ひいては飢饉にも苦しんだ。著書に『耒耜経』があるが、これは農書である。茶を嗜むことを好み、顧渚山の麓に茶園を開いた。晴耕雨読の後には釣りを楽しんだ。皮日休と友人となり、しばしば共に山川に遊び、酒を飲んで詩を吟じ、世に“皮陸”と称した。二人の唱和作は『松陵集』十巻にまとめられた。別著に『笠澤叢書』四巻があり、清の雍正年間重刊の元本がある。
後に、朝廷から左拾遺として召されることになったが、詔が下った時に没した。光化年間、韋荘の奏上により、孟郊ら9人とともに左拾遺を追贈された。
陸亀蒙の墓は蘇州甪直古鎮保聖寺にある。後人が彼を記念するために、彼が生前闘鴨を好んだことにちなみ、一辺の溜め池“闘鴨池”を開き、蓮を植えて数羽の鴨を飼っている。池の中には涼亭があり、甫里先生が読書した場所と伝える。甫里先生の墓は涼亭の側にあり、墓碑には「唐賢甫里先生之墓」と刻まれている。涼亭の後ろには天高く聳える二株の古銀杏があり、先生が手ずから植えてすでに一千年以上になるものと伝える。